# Akiapolaau
El akiapolaau (Hemignathus wilsoni) és una espècie d'ocell de la família dels fringíl·lids (Fringillidae).

## Descripció
- Fa uns 14 cm de llarg. El bec està format per una mandíbula superior fina llarga i corbada i una inferior més curta i recta. Potes negres.
- Mascle amb parts superiors de color groc-verd i inferiors groc, amb tints taronja a la cara i part superior del pit. Cobertores caudals inferiors blanquinoses.
- Les femelles són més petites i pàl·lides que els mascles.

## Hàbitat i distribució
Boscos de les muntanyes de l'illa de Hawaii.